# Tränenfilm
Der Tränenfilm ist die von der Tränenflüssigkeit gebildete Flüssigkeitsschicht, die den vorderen Teil des Augapfels bedeckt. Die Tränenflüssigkeit wird größtenteils in den Tränendrüsen erzeugt und rinnt über den Augenwinkel und die ableitenden Tränenwege in die Nasenhöhle ab. Der gesamte Tränenfilm besteht aus zwei unterschiedlichen Arten von Tränenfilmen, dem präokulären und dem präcornealen Tränenfilm. Der präokuläre Tränenfilm bedeckt die innerhalb der Lidspalte gelegene Hornhaut (Cornea) und Bindehaut. Der präcorneale Tränenfilm überzieht hingegen nur die freiliegende Cornea. Auf der Augenoberfläche bildet die präcorneale Tränenflüssigkeit einen dreischichtigen Tränenfilm.

## Funktion
Der Tränenfilm dient dem Schutz vor Fremdkörpern und bildet eine Gleitschicht für das obere Augenlid. Seine Bestandteile sorgen für die Ernährung der vorderen Schichten der Hornhaut (Cornea), die keine Blutgefäße enthält und somit über Diffusion ernährt wird. Durch seine antimikrobiellen Bestandteile schützt der Tränenfilm den vorderen Augapfel vor Infektionen. Schließlich sorgt er für eine glatte und glänzende Hornhautoberfläche und ist damit wesentlich an der optischen Funktion der Hornhaut beteiligt.

## Schichten

### Äußere Schicht des Tränenfilms (Lipidschicht)
Die Lipidschicht ist die oberste Schicht des Tränenfilms und etwa 100 nm dick. Sie verhindert ein schnelles Verdunsten der wässrigen Schicht und bildet die optisch wirksame glatte Grenzschicht zur Luft. Die Lipidschicht besteht aus Cholesterin, Cholesterinestern, Triglyzeriden und Phospholipiden.
Die Lipidschicht bildet sich aus dem Sekret der Meibom-Drüsen, die Talgdrüsen darstellen und ihr Sekret im Bereich der Lidkante abgeben. Nur aufgrund eines ausgewogenen Mischungsverhältnisses der Einzelbestandteile des Meibomschen Sekrets und einer damit zusammenhängenden Gefrierpunktserniedrigung sind die Bestandteile flüssig. An die unpolaren Abschnitte der Phospholipide schließen sich die unpolaren Lipide und hydrophobe Bestandteile des Meibomschen Sekrets an. Somit bilden die Phospholipide eine stabile Zwischenschicht zwischen der wässrigen Schicht des Tränenfilms und der äußeren Lipidschicht. Rund 14 % der Phospholipide tragen elektrische Ladungen. Diese stoßen sich gegenseitig ab und begünstigen auf diese Weise die spreitende Ausbreitung des Lipidfilms auf dem Auge. Störungen der Zusammensetzung des Sekrets der Meibom-Drüsen begünstigen bakterielle Infektionen der Lidkante.

### Mittlere Schicht des Tränenfilms (wässrige Schicht)
Die wässrige Schicht, die sich zwischen der Lipid- und der Muzinschicht befindet, besteht zu 98 % aus Wasser und bildet mit einer Dicke von 6 bis 10 µm den größten Anteil des Tränenfilms. Diese Schicht wird hauptsächlich von der Tränendrüse (etwa 60 %) und der Nickhautdrüse gebildet. Fällt eine der beiden Drüsen aus, kann die andere deren Produktion weitgehend kompensieren. Da der Übergang zur Muzinschicht fließend ist, kann eine Erhöhung der Konzentration von Mucopolysacchariden zur Muzinschicht gemessen werden.
Neben Wasser enthält die wässrige Schicht Glucose, Sauerstoff und weitere Nährstoffe für die Hornhaut. Das basische Lysozym ist im Tränenfilm das wichtigste Protein, denn es hat eine antibakterielle Wirkung. Es bildet ein Puffersystem für den pH-Wert gemeinsam mit dem sauren Albumin. Neben diesen beiden Proteinen spielt auch das Laktoferrin eine wichtige Rolle in der Immunabwehr. Es weist ein hohes Eisenbindungsvermögen auf und entzieht Bakterien das für ihre Vermehrung wichtige Eisen. Außerdem enthält die wässrige Schicht Immunglobuline (vor allem IgA), Vitamin A und Wachstumsfaktoren wie Epidermal Growth Factor, Transforming growth factor beta, Tissue growth factor und Fibronectin.
Nach neueren Erkenntnissen dient die wässrige Schicht nicht, wie man früher angenommen hatte, der Befeuchtung der Augenoberfläche. Diese Aufgabe übernimmt eher die Muzinschicht. Die wässrige Schicht soll demnach den hohen Wassergehalt der Muzine sichern.

### An die Cornea angrenzende innere Schicht (Muzinschicht)
Die Muzinschicht (Schleimschicht) grenzt an das Epithel der Cornea und geht in die wässrige Schicht des Tränenfilms über. Ihre Dicke wird in der Literatur mit ca. 30–40 nm angegeben. Es gibt drei am äußeren Auge nachgewiesene Muzine: Mucin1 (MUC1), Mucin4 (MUC4) und Mucin5AC (MUC5AC). Sie unterteilen sich außerdem in zwei Gruppen, den membranbeständigen Muzinen und den sekretorischen Muzinen. Demnach handelt es sich beim MUC1 um ein membranbeständiges Muzin, welches fest in die Zellmembranen der Epithelzellen der Cornea eingebaut ist. MUC1 verhindert aufgrund seiner Größe und der negativen Ladungen die Adhäsion anderer Zellen und Mikroorganismen an den Epithelzellen. Es überragt die Mikrovilli um ein Vielfaches und verhindert so, dass Bakterien an die äußeren Epithelzellmembranen gelangen. MUC4, ein sekretorisches Muzin, wird in den Epithelzellen der Bindehaut gebildet. Es ist bis jetzt noch relativ wenig erforscht. MUC5AC, ebenfalls ein sekretorisches Muzin, wird von den Becherzellen der Bindehaut gebildet. Wegen seiner chemischen Zusammensetzung hat es einen gelartigen Charakter. Es schließt nach außen an das in den Epithelzellen gebundene MUC1 an. Da sich die negativen Ladungen von MUC1 und die der sekretorischen Muzine abstoßen, erleichtert das MUC1 die Ausbreitung des MUC5AC über die Augenoberfläche. Der Wassergehalt des gelartigen MUC5AC nimmt nach außen hin immer weiter zu und geht schließlich in die wässrige Schicht über.

## Lidschlag
Beim Lidschlag entstehen mikroskopische Bläschen, die die Sehleistung kurzfristig herabsetzen. Nach ca. 0,5 bis 1,5 Sekunden lösen sie sich auf (je nach Konsistenz des Films) und auch durch den Lidschlag erzeugte Verdickungen werden ausgeglichen. Nach ca. 5 Sekunden bricht der Film auf und erzeugt wiederum Unregelmäßigkeiten, wodurch sich die Sehleistung wieder verschlechtert.